# یواس‌اس مک‌کالا (دی‌دی-۴۸۸)
یواس‌اس مک‌کالا (دی‌دی-۴۸۸) (به انگلیسی: USS McCalla (DD-488)) یک کشتی بود که طول آن ۳۴۸ فوت ۳ اینچ (۱۰۶٫۱۵ متر) بود. این کشتی در سال ۱۹۴۲ ساخته شد.